# 破爛千金被姊姊的原婚約者溺愛著
《破爛千金被姊姊的原婚約者溺愛著》是鴟邏乃所撰寫的日本輕小說。2019年10月23日開始在成為小說家吧連載。
2020年4月起經曼斯達Comics f發行實體書，紫真依擔綱插圖。改編漫畫由仲倉千景擔任作畫。同年7月起於漫畫網站《咆吼曼斯達》開始連載。。改編漫畫入圍2023年電子漫畫大賞（電子漫畫大獎）（みんなが選ぶ!!電子コミック大賞）輕小說部門提名名單。
2024年7月29日，宣佈將改編為電視動畫，2025年開始播放。

## 故事簡介
身材高挑穿著破爛衣服的男爵千金瑪琳，擁有一頭粗糙未加修整的紅髮，生長在家道中落的破敗貴族家庭，這個家庭雖然有兩個女兒，她卻自小遭受雙親的差別對待，父母溺愛姊姊對其呵護備至，她則是在家中被當作傭人使喚，只給她穿著破舊衣裳，受盡父母苛責虐待。在她十八歲的生日宴會裡，父母廣邀各界貴族前來參加，眾人目光都聚焦在貌美華服的姊姊身上，明明她才是生日主角，父母依然讓她穿著一身灰色素服，無奈的她只好悄然離開宴會，到戶外散步緩解心情，蹲坐在路旁黯然神傷。卻突然遇到伯爵基洛斯前來問路，兩人幾番交談後，伯爵意外發現眼前平凡女孩居然如此博學多聞、精通多國語言，被深深吸引，伯爵雖記住了這個女孩卻誤以為她才是姊姊。一個月後伯爵與姊姊的婚事敲定，姊姊卻意外過世，瑪琳被迫頂替了姊姊。她本想跟伯爵道歉父母的欺騙行為後就回家，沒想到伯爵看到她後一臉失而復得，慶幸她不是發生意外而過世的姊姊。這是一段從誤會中牽繫著緣份，瑪琳與伯爵之間甜蜜滿溢的灰姑娘物語。

## 登場人物

### 主要角色
瑪琳·夏德蘭（聲：本村玲奈）
穿著破爛衣服的男爵千金，身材高挑、擁有一頭粗糙起毛球的紅髮。生長在家道中落、負債欠款的破敗貴族家庭，這個家庭雖然有兩個女兒，她卻自小遭受雙親的差別對待，父母溺愛姊姊對其呵護備至，極盡滿足姊姊的物質生活，她則是在家中被當作傭人使喚，只給她穿著破舊衣裳，清掃整理烹調樣樣都要她來，受盡父母苛責虐待，日子過得很艱難。她有一個非常優秀超凡的祖母，自小就看出她身上的才華，在教育上積極栽培瑪琳，為她日後的豐富學識、精通多國語言打下深厚根基，可惜不幸過世，導致她中斷學習。
在瑪琳十八歲的生日宴會裡，父母對各界貴族廣發邀請函，美其名是為她舉辦，但他們的真實目的是藉此機會跟眾多貴族介紹她姊姊，為姊姊尋覓良緣，嫁給有財勢的權貴，緩解男爵自家窘迫的經濟情況，人謀算盡不如天意已定，這也製造了瑪琳與伯爵相遇的契機。一個月後伯爵與姊姊的婚事敲定，父母早想讓姊姊嫁個有錢貴族改善自家窘迫的財務困境，但好景不常，在前去伯爵家的送嫁路途中，姊姊搭乘的馬車墜落谷地而意外過世，父母情急之下打算讓瑪琳頂替姊姊成婚，竟意外搭起這樁天賜良緣。
到伯爵家後，伯爵對她極盡禮遇，但是貧困出身且自小被父母視為醜陋而飽受歧視虐待的瑪琳，比一般人更容易自卑，伯爵為她安排專屬女僕，面對這些侍女無微不至的照顧，讓瑪琳更加擔心伯爵會因自己身份卑微而受人嘲笑。直到在訂婚宴會上伯爵為瑪琳怒斥他的友人路易馮王子後，才感受到伯爵的誠摯心意，逐漸敞開封閉已久的心扉，對伯爵動了真情。
基洛斯·格拉納多（聲：濱野大輝）
全國首屈一指的大富豪伯爵，擁有一雙耀眼的綠色眼瞳。個性挑剔且有潔癖，亦是某個公爵家的庶子，伯爵的爵位完全是靠自己卓越貿易經商手腕取得，跟公爵的家族背景無關。在趕赴瑪琳十八歲生日宴會的路途中迷路，陰錯陽差的邂逅了路邊散心的瑪琳，幾番交談後，意外發現眼前穿著破舊衣裳的平凡女孩居然如此學識淵博、還精通多國語言、人文背景，被她的才華深深吸引而一見鍾情。肇因於一場誤會，伯爵將傾心的對象搞錯成姊姊，卻意外搭起姻緣的連結，兩人從誤會中逐漸建立起深厚的情感羈絆。
安娜斯塔西亞·夏德蘭（聲：田中美海）
瑪琳的姊姊。從小就因髮色容貌與祖母相似而備受父母親的溺愛，對其寵愛有加，成長環境極為優渥，但她其實曉得瑪琳過著艱難刻苦的生活，心中常有不忍。同樣有一個持家有道的祖母，很早就看出她的才華平庸遠不及瑪琳，但手藝靈巧獨具匠心，非常適合有創造力的藝術工作，所以祖母也對她實施相對應的技職教育。她曾送給瑪琳一套女性用男裝服，這是她瞞著父母偷偷作的衣服，這衣服的織工細緻精美絕倫，瑪琳看到後讚嘆不已。在送嫁到伯爵家的路途中馬車墜落山谷而意外過世。但其實沒有死，她本想離開這個家，於是就趁著這場事故逃離了現場，並且受到一個工匠的收留庇護，開始追尋自己想走的道路。在得知瑪琳被迫代替她結婚後，前往伯爵家力圖幫助妹妹。最終姊妹二人解開彼此之間的誤會，也揭露出父母對她們的虐待，並選擇與父母斷絕關係並把弟弟賽德里克·夏德蘭帶出，追求各自的幸福。
瑞馮桑塔基亞迪魯茨（聲：木村良平）
迪魯茨王國的第三王子，擔任王國騎士團長。基洛斯的同學，也是他少數可以信任的朋友之一。他的性格有些大大咧咧，但喜歡製造驚喜。
密甌（聲：日笠陽子）
格拉納多伯爵府邸的女傭，同時也是伯爵府邸的侍從長。原本是個孤兒，後來被基洛斯的母親琉琉收養。她對主人忠心耿耿，有時也會直言不諱，甚至會發表一些言論。
琉琉（聲：大原沙耶香）
格拉納多伯爵夫人，基洛斯的母親。她曾是伊普桑德洛斯共和國的巡迴藝人，後來成為公爵的妾。如今她離開了公爵的家，與基洛斯一家住在一起。她善良慷慨，擁有洞察事物本質的能力。
多波（聲：柿原徹也）
格拉納多伯爵府邸的主廚，他熱情奔放，感情豐富，對烹飪有著深深的熱愛。
托馬斯（聲：小林龍之）
格拉納多伯爵府邸的近侍，他是一位忠厚的年輕人，個性友善，負責守門和信差等雜務。忠於基洛斯和密甌的指示。
丘妮卡（聲：相坂優歌）
格拉納多伯爵府邸的浴場女傭。她是一位精通美容養生、按摩和藥理的「美容專家」。個性開朗，技藝高超，眨眼間就能將瑪琳破繭成蝶。
格雷戈爾·夏德蘭（聲：岩田光央）
瑪琳的父親，逐漸衰落窮困的男爵家當主。他既不通多國語言，也缺乏經濟知識，只是一個平凡庸才。不僅歧視霸凌瑪琳、還會辱罵她醜陋，讓瑪琳產生自己身份卑微，不足以與一般人相比的自卑心理。但他其實曉得瑪琳學識豐富、精通多國語言，平時都是由瑪琳替他管理男爵領地財務開支，由於擔心失去她會導致領地破產，便強行剝奪她的女性特質只讓她穿著破舊衣物，以掩蓋她的才華避免被其他外界人士注意。後由於安娜斯塔西亞和瑪琳姊妹重逢並認清父母加諸她們的虐待行為，遭女兒們斷絕往來。也讓男爵領的所有住民都得知他是平凡庸才並對他相當失望。
艾爾維拉·夏德蘭（聲：園田惠子）
瑪琳的母親。從村莊嫁來的一介平民，甚至不會寫字，在瑪琳祖母去世後，露出了原本兇惡的本性，把她當作下人對待，百般刻薄呼來喝去，還會拳腳相向，毆打凌虐瑪琳。後由於安娜斯塔西亞和瑪琳姊妹重逢並認清父母加諸她們的虐待行為，遭女兒們斷絕往來，自己也被瑪琳搧了一巴掌。也讓男爵領的所有住民都得知她兇惡的本性並對她相當厭惡。
賽德里克·夏德蘭（聲：宇野千尋）
安娜斯塔西亞和瑪琳的弟弟，他個性開朗活潑，非常喜歡安娜斯塔西亞和瑪琳。但在父親格雷戈爾面前，會有點膽怯。最後他被安娜斯塔西亞和瑪琳姊妹帶出男爵領地。
莎夏·夏德蘭
瑪琳的祖母。在男爵家族中她非常優秀，能流利掌握多種語言，且對軍事和經濟十分了解，是一位超群出眾的祖母。她慧眼獨具很早就看出瑪琳和她姊姊各自的天賦才能，並且對她們倆因材施教，可惜在完成對孫女倆的教育之前便已過世。

## 出版書籍

### 輕小說
| 冊數 | 雙葉社        | 雙葉社                 |
| 冊數 | 發售日期      | ISBN                   |
| ---- | ------------- | ---------------------- |
| 1    | 2020年4月15日 | ISBN 978-4-575-24267-6 |
| 2    | 2020年9月15日 | ISBN 978-4-575-24324-6 |
| 3    | 2022年2月10日 | 不適用                 |
| 4    | 2022年8月7日  | 不適用                 |
| 5    | 2023年2月10日 | 不適用                 |
| 6    | 2023年8月10日 | 不適用                 |
| 7    | 2024年5月10日 | 不適用                 |
| 8    | 2025年1月10日 | 不適用                 |
| 9    | 2025年8月8日  | 不適用                 |

### 漫畫
| 冊數 | 雙葉社         | 雙葉社                 |
| 冊數 | 發售日期       | ISBN                   |
| ---- | -------------- | ---------------------- |
| 1    | 2021年1月15日  | ISBN 978-4-575-41197-3 |
| 2    | 2021年7月15日  | ISBN 978-4-575-41276-5 |
| 3    | 2022年1月14日  | ISBN 978-4-575-41353-3 |
| 4    | 2022年7月8日   | ISBN 978-4-575-41454-7 |
| 5    | 2023年2月10日  | ISBN 978-4-575-41566-7 |
| 6    | 2023年8月10日  | ISBN 978-4-575-41704-3 |
| 7    | 2024年4月10日  | ISBN 978-4-575-41858-3 |
| 8    | 2024年12月25日 | ISBN 978-4-575-42044-9 |
| 9    | 2025年6月25日  | ISBN 978-4-575-42176-7 |

## 電視動畫

### 製作人員
- 原作：鴟邏乃
- 原作漫畫：仲倉千景（作畫）
- 导演：北川隆之
- 副导演：砂川正和
- 剧本统筹：猪原健太
- 角色设计：佐藤秋子
- 角色设计辅佐：菊池阳介
- 道具设计：中谷绪、中原龙太、泷泽樱
- 美术监督：川崎美和
- 美术设定：藤濑智康、松本秀幸
- 色彩设计：寺分神奈
- 摄影监督：町田启
- 3DCG总监：矶部兼士
- 3DCG技术总监：木村明彦
- 编辑：丹彩子
- 音响监督：龟山俊树
- 音乐：梦见鲸
- 音乐制作人：田上守
- 音乐制作：
- 总制作人：原田大介、前田俊博、萩原良辅、柱山泰佐
- 制作人：吉武真太郎、原田零、松冈晃平、杉浦美沙纪、石井正纪、尾崎穗乃香、中村畅
- 动画制作人：坂上贵彦、渡边健二
- 动画制作人助理：小林美穗
- 动画制作：LandQ Studios
- 制作：「破烂千金」制作委员会

### 主题曲
片头曲
演唱：krage，作词、作曲、编曲：内泽崇仁
片尾曲
演唱：Myuk，作词、作曲、编曲：Guiano

### 各话列表
| 话数  | 标题                       | 剧本     | 分镜     | 演出                           | 作画监督                                                                                 | 总作画监督       | 首播日期      |
| ----- | -------------------------- | -------- | -------- | ------------------------------ | ---------------------------------------------------------------------------------------- | ---------------- | ------------- |
| 第1话 | 我绝对无法成为姐姐的替身   | 猪原健太 | 北川隆之 | 北川隆之                       | 中岛渚、吉田和香子                                                                       | 佐藤秋子         | 2025年 7月5日 |
| 第2话 | 我想娶瑪琳                 | 猪原健太 | 北川隆之 | 雄谷将仁、北川隆之             | 鎌倉宏也、菊池陽介、藤田亞耶乃、中原龍太                                                 | 佐藤秋子         | 7月12日       |
| 第3话 | 夢想過的生活與夢幻般的生活 | 猪原健太 | 砂川正和 | 砂川正和                       | 今田茜、岩崎亮、岩田芳美、吉田和香子、林奈央                                             | 中島渚           | 7月19日       |
| 第4话 | 找到了喜歡的事與物         | 猪原健太 | 北川隆之 | 八谷賢一                       | 大村将司、林奈央、海野愛惠、杉村友和                                                     | 阿部恒、中島渚   | 7月26日       |
| 第5话 | 王子殿下與漆黑戰士         | 猪原健太 | 砂川正和 | 砂川正和                       | 菊池陽介、中島渚、藤田亞耶乃                                                             | 中島渚、佐藤秋子 | 8月2日        |
| 第6话 | 我做我自己可以嗎...        | 猪原健太 | 加藤萌   | 木宮茂                         | 、鈴木彩乃                                                                               | 佐藤秋子         | 8月9日        |
| 第7话 | 距離太近、要頭昏眼花了     | 猪原健太 | 北川隆之 | 八谷賢一、蟹久保明真、青柳隆平 | 林奈央、海野愛惠、杉村友和、李慶、劉定福、李品華、馬蘭、馬寶林、陳潔瓊、菊池陽介、中島渚 | 阿部恆           | 8月16日       |

### BD
| 卷数 | 发售日期          | 收录话数     | 规格编号 |
| ---- | ----------------- | ------------ | -------- |
| 上   | 2025年11月7日预定 | 第1话—第6话  | HPXN-484 |
| 下   | 2025年12月3日预定 | 第7话—第12话 | HPXN-485 |

## 外部連結
- 小說官方網站（日語）
- 漫畫官方網站（日語）
- TV動畫「破爛千金被姊姊的原婚約者溺愛著」官方網站（日語）